# Любов Венгер
Любов Іванівна Венгер (1 вересня 1944, с. Потутори Бережанського району Тернопільської області, Україна — український мистецтвознавець, педагог.

## Життєпис
Від 1968 проживала в м. Тернопіль. Закінчила факультет іноземних мов Ужгородського університету (1968, нині національний університет); заочно, художньо-графічний факультет Одеського державного педагогічного інституту імені К. Д. Ушинського (нині Південноукраїнський національний педагогічний університет імені К. Д. Ушинського). Захистила дипломну роботу на тему "Українське народне та декоративно-прикладне мистецтво".
Старший науковий співробітник, працівник відділу "Картинна галерея" Тернопільського історико-краєзнавчого музею (нині ТОКМ, відділ "Картинна галерея" став базою для заснування Тернопільського художнього музею), викладач культурології Тернопільського філіалу Київського університету "Україна", вчитель образотворчого мистецтва Тернопільської ЗОШ №20. На посаді наукового співробітника Картинної галереї у співпраці з Ігорем Геретою (завідувачем відділу) працювала над формуванням експозиції та супровідних мистецтвознавчих матеріалів. До професійних обов'язків Л.Венгер входило проведення екскурсій для іноземних туристів, підготовка екскурсійних мистецтвознавчих текстів на англійській мові.

### Доробок
Автор мистецтвознавчих статей, резензій, нарисів в періодичних виданнях Тернополя, Львова, Києва, Варшави (Польща).
Консультант, перекладач, коректор історико-краєзнавчої розвідки Бориса Солоніна Римська вежа Тернополя [Текст] : іст.-краєзн. розвідка / Б. Солонін ;  упоряд. Т. Циклиняк ; консультант, пер., коректор Л. Венгер ; обкл. В. Шостак. — Тернопіль : Зелена жаба ; Кам’янець-Подільський : Друкарня “Рута”, 2023. — 333, [2] с. : іл. — У кн. використано давні світлини Тернополя із колекції В. Кіяшка, а також авт. мал. І. Садової та М.Дмітруха. — На обкл. зображено Церкву Воздвиження Чесного Хреста (Надставну). — Бібліогр.: с. [334-335]. – Додатки та схеми: с. 328-333. – ISBN 978-617-8323-19-6.
Публікації:
- Венгер Л. Вшановуйте земляка // Вільна Україна. — Львів.,1978. — 25 листопада.
- Венгер Л. З творчості скульптора // Наша культура. — Варшава, 1979. — серпень. - №2;
- Венгер Л. Відродження традиційного народного промислу // Наша культура. — Варшава, 1980. — листопад.
- Венгер Л. Із дорогого і славетного минулого // Вільне життя. — 2024. — 19 липня.